# Pagaran Lambung I
Pagaran Lambung I is een bestuurslaag in het regentschap Tapanuli Utara van de provincie Noord-Sumatra, Indonesië. Pagaran Lambung I telt 1100 inwoners (volkstelling 2010).